# Уапо
Уапо (на английски: Wappo) е Калифорнийско индианско племе живяло в северна Калифорния, в областта на долината Напа, по южния бляг на езерото Клеър, в долината Александър и по Ръшън Ривър. Археологическите проучвания на региона показват, че родината им и специално долината Напа е обитавана от хора от преди 4000 – 2000 години. Името им идва от испанската дума „гуапо – смел“. Испанците им дават това име заради смелостта и упоритостта на войните им. Говорели език изолат с 5 диалекта близък с езика Юки, с който са класифицирани в малкото езиково семейство Юки–уапо към Пенутийските езици на Калифорния. Според говоримите диалекти са разделени на 5 групи:
- Южни – 4 села
- Централни – 5 села
- Северни – 3 села
- Ръшън Ривър – 17 села
- Клеър Лейк

Предварителните оценки на населението им варират между 1000 и 1600 души. През 1910 г. са регистрирани 73-ма. През 2000 г. техният брой е 250 души.
Преживявали главно от лов и събирачество. Живели на малки групички без централизирана политическа власт. Основно жилище е колиба от клони покрита с листа и пръст. Били отлични кошничари.